# Fulletby
Fulletby est une paroisse civile et un village du Lincolnshire, en Angleterre.